# Біармозух
Біармозух (Biarmosuchus) — рід терапсид підряду Біармозухії (Biarmosuchia), який виділяють у монотипову родину Biarmosuchidae. Рід існував у пермському періоду 267 млн років тому. Скам'янілості типового виду Biarmosuchus tener були знайдені у 1960 році у Пермській області Росії. Названий автором П. К. Чудіновим за назвою легендарної країни комі — Біармії. Відомо кілька повних скелетів. У 1999 році в Удмуртії описано інший вид — Biarmosuchus tchudinovii. Відомий за верхньощелепними кістками. Довжина черепа близько 20-25 см. Відрізняється дуже довгими верхніми іклами.

## Опис

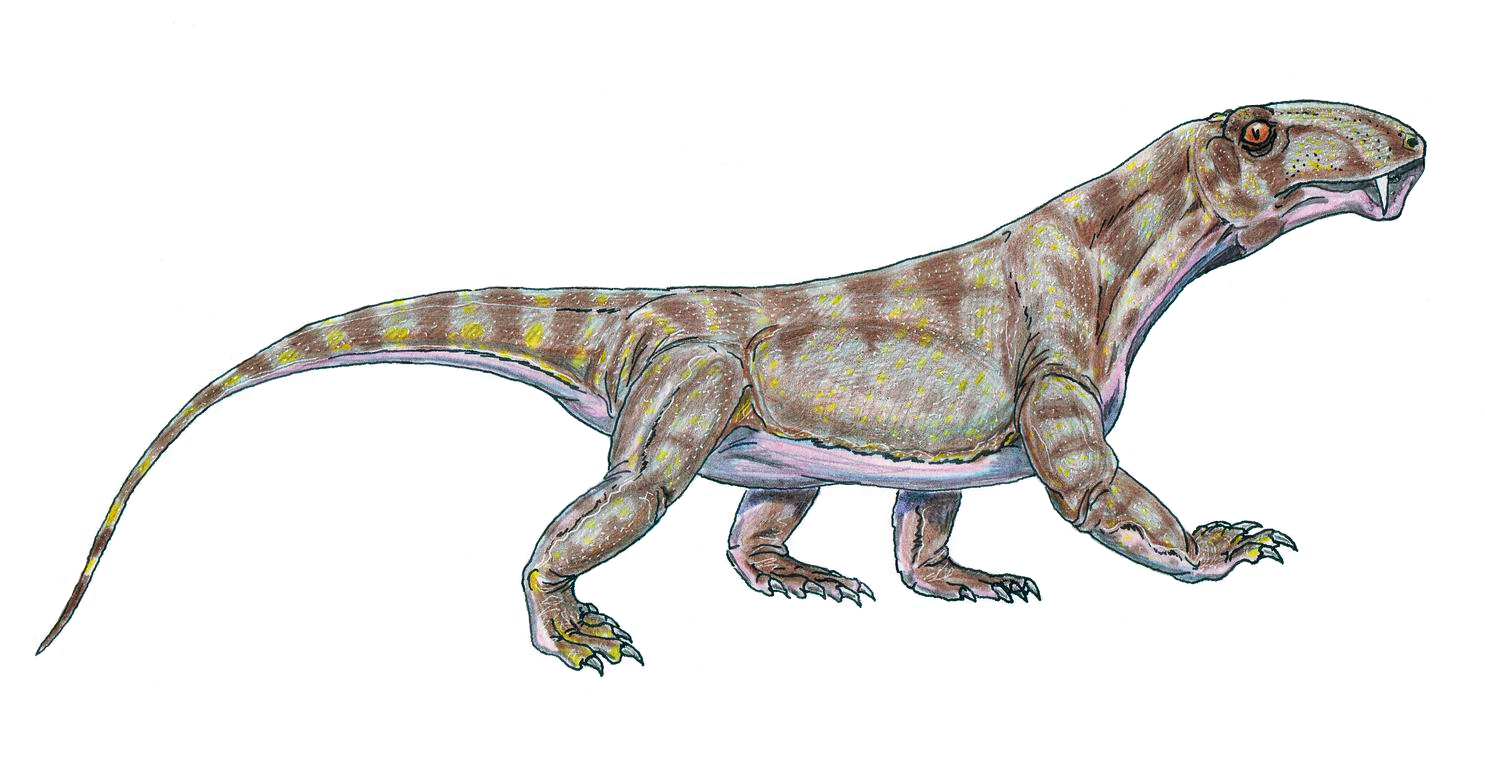
Графічна реконструкція біармозуха

Рухомий хижак до 1,5 м завдовжки. Вів напівводний спосіб життя, живився рибою та іншою тваринною здобиччю. Був мешканцем безпосередньо наближених до річок ділянок типу дельтових русел.